# Clarity Point
Der Clarity Point ist eine Landspitze an der Nordküste Südgeorgiens. Sie liegt am Ostufer des Blue Whale Harbour.
Teilnehmer der britischen Discovery Investigations kartierten und benannten die Landspitze im Jahr 1930 als Clear Point. Um jedoch Verwechslungen mit dem Clear Point am Leith Harbour zu vermeiden, entschied sich das UK Antarctic Place-Names Committee 1991 zu einer Umbenennung in die heutige Form.